# Rochedo
Rochedo este un oraș în Mato Grosso do Sul (MS), Brazilia.